# Faida (Baselga di Piné)
Faida (La Fàida in dialetto trentino) è una frazione del comune di Baselga di Piné, in provincia di Trento. Posta a 972 m s.l.d.m. al 31 dicembre 2015 contava 311 abitanti.

## Storia
Fino al 1875 faceva parte della Magnifica Comunità Piné (ed era frazione del Comune di Piné del Circolo di Trento del Tirolo (Impero austriaco e poi Austro-Ungarico), nato amministrativamente attorno alla fine del periodo napoleonico). Dal 1875 al 1928 è stata una frazione del comune di Miola.
Assieme a Montagnaga e Bedollo il paese rientravia tra quelli di Piné colonizzati e abitati da minatori e dissodatori di origine bavarese (analoghi ai vicini mocheni) fin dal basso medioevo, la cui lingua di matrice germanico-bavarese era parlata dalla maggioranza della popolazione paesana fino a fine XVIII secolo, quando fu totalmente riassorbita dal dialetto trentino, pur lasciando delle tracce che continuano tuttora a resistere nel dialetto, nella toponomastica e nei cognomi locali (a Faida sono diffusi i cognomi Moser e Plancher).

## Geografia fisica
È posta sulle pendici occidentali dei Monti Calvo (1411 m) e La Brada (1583 m) - facenti entrambi parte della dorsale di Costalta - ed è composta dai nuclei abitati di Faida, Rauta (che negli ultimi decenni si è ingrandito assieme al nucleo di Faida, fino a fondersi in un unico centro abitato), Canè e dall'antico maso di Prada. 
È raggiungibile in 2 km dalla frazione di Miola, tramite una diramazione della SP83 di Pinè. È inoltre raggiungibile tramite strade secondarie intercomunali dalla località Riposo (comune di Pergine Valsugana) e da Mala (frazione di Sant'Orsola Terme), passando per i masi alti di Serso e Viarago (frazioni di Pergine Valsugana) posti sulle pendici meridionali del Monte Calvo.

## Monumenti e luoghi d'interesse

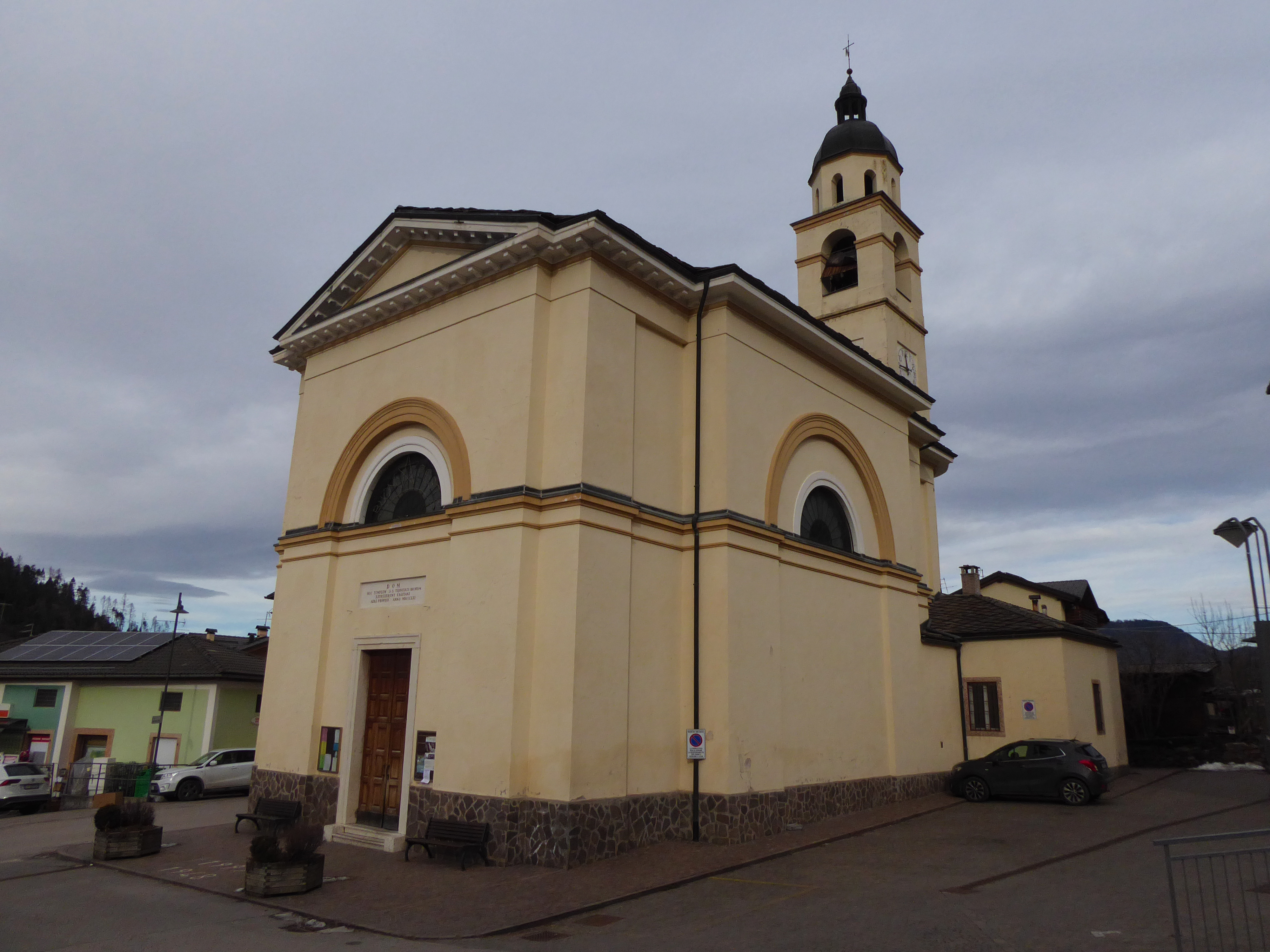
La chiesa della Santissima Trinità

La chiesa della Santissima Trinità di Faida è stata costruita fra il 1857 e il 1871, dove in precedenza vi era una semplice cappella, documentata già nel 1600. Di quell'epoca rimangono due altari in stile barocco con intarsi policromi di marmo. L'interno è stato decorato nel 1927 da Agostino Aldi.

## Economia
Molte persone lavorano nell'edilizia. Sul territorio della frazione inoltre vengono coltivate fragole e lamponi. Dal 1981 al 1989 e poi dal 2001 al 2005 si è tenuta annualmente la "Lampofragola", una festa dedicata ai piccoli frutti. L'edizione 2004 ha visto 9 000 visitatori.